# Catamecia minima
Catamecia minima is een vlinder uit de familie uilen (Noctuidae). De wetenschappelijke naam van deze soort is voor het eerst geldig gepubliceerd in 1889 door Swinhoe.
De soort komt voor in tropisch Afrika.